# Hamfelde
Hamfelde là một đô thị thuộc huyện Lauenburg, trong bang Schleswig-Holstein, nước Đức. Đô thị Hamfelde có diện tích 3,45 km², dân số thời điểm 31 tháng 12 năm 2006 là 469 người.